# Nicolaus Rehdiger der Jüngere
Nicolaus II. Rehdiger, auch Rudiger, Rüdinger oder Rehdinger (* 13. Februar 1525 in Breslau, Fürstentum Breslau; † 28. Juni 1587 ebenda) war ein schlesischer Großhändler, Bankier, Landeshauptmann des Fürstentums Breslau und Mäzen.

## Leben
Die Herkunft der Familie ist noch unerforscht. Der Genealoge Witzendorff-Rehdiger hat eine Abstammung von den Erbvögten aus Kreuzburg im Fürstentum Oels nicht belegt. Er war der Sohn des gleichnamigen Nicolaus Rehdiger (??–1553), Großhändler zu Breslau, und dessen zweiter Ehefrau Anna Morenberg von Schönborn (1500–1573). Als ältester Sohn übernahm er im Alter von erst 28 Jahren nach dem Tod des Vaters das Handelsunternehmen und musste es allein fortführen, da keiner der Brüder sich beteiligen wollte. Er wurde als Kaufmann nicht nur erfolgreicher als sein Vater, sondern auch der Bedeutendste seines Geschlechts. Rehdiger beteiligte sich am aufkommenden Bergbau und kaufte Alaun-, Kupfer- und Kiesbergwerke. Gleichzeitig baute er sein Unternehmen zu einer Großbank aus (nach damaligem Maßstab).
Nachdem der jüngste Bruder Jakob volljährig geworden war, zahlte Rehdiger entsprechend dem Testament seines Vaters allen Geschwistern ihren Erbteil aus und war nun auch offiziell Alleininhaber des Unternehmens. Die Firmengewinne investierte er in Landbesitz. So kaufte er zusätzlich zum väterlichen Gut Schliesa (heute Ortsteil von Żórawina) im späteren Landkreis Breslau die angrenzenden Güter Wangern (heute Ortsteil von Wińsko) und Pollogwitz (heute Ortsteil von Żórawina). Im Jahr 1567 kaufte er Striese und das benachbarte Schebitz sowie im Jahr 1571 das Gut Rux, alle im Fürstentum Oels gelegen. Die geforderten Kaufpreise zahlte er alle in bar. 1575 kaufte er die Güter Zedlitz und ½ Güntherwitz. Außerdem gehörten ihm gleich mehrere Häuser in Breslau.
Rehdiger engagierte sich auch als Lokalpolitiker. Im Jahr 1555 hatte er sich 30-jährig bereits als Schöffe in den Stadtrat von Breslau wählen lassen. Dieses Amt hatte er bis 1560 und von 1564 bis 1567 inne. Von 1561 bis 1563 und von 1568 bis 1569 war er Stadtkämmerer, 1572 stellvertretender Ratspräses (Bürgermeister) und von 1573 bis 1587, also 14 Jahre lang, war er Breslauer Ratspräses und damit zugleich Landeshauptmann des Fürstentums Breslau. Inzwischen war es Rehdiger gelungen, durch eine geschickte Familien- und Heiratspolitik seine jüngeren Geschwister mit den wichtigsten Patrizierfamilien Breslaus verwandtschaftlich zu verbinden, so dass er den größten Einfluss auf das Geschehen in Breslau hatte.
Jahrelang kämpfte er gegen Kaiser Rudolf II. in Wien um den Erhalt der Landeshauptmannschaft des Breslauer Fürstentums bei der Stadt Breslau. Gegen eine Zahlung von 15.000 Reichstalern im Jahr 1585 blieb dieser Status auch weiterhin für ein halbes Jahrhundert unverändert.
Als frommer Christ war Rehdiger mildtätig, spendete für Schulen, Studenten, Handwerker und Bedürftige und engagierte sich als Mäzen in Wissenschaft und Kunst. So widmete ihm der Kartograf Martin Helwig die erste Landkarte Schlesiens aus dem Jahr 1561, da Rehdiger diese Arbeit in den Jahren 1558 bis 1561 finanziell erheblich unterstützt hatte. Er gründete außerdem einen Gelehrten-Zirkel. Er korrespondierte auch mit dem Reformator und Schriftsteller Kaspar Schwenckfeld (1490–1561).
Rehdiger heiratete am 3. November 1552 in Augsburg Rosina Herbrot von Rätz (* 1534; † 3. Juni 1601 in Breslau), die Tochter des damals wohlhabenden Augsburger Pelzhändlers und Finanzmannes Jakob Herbrot, der 1564 völlig verschuldet im Schuldturm zu Neuburg an der Donau (Herzogtum Pfalz-Neuburg) umkam, und der Marina (Maria) Kraffter (eigentlich „Crawford“ aus dem schottischen Adelsgeschlecht der „Earls of Crawford“). Das Ehepaar hatte elf Kinder, davon 7 Söhne und 4 Töchter.